# Fontenoy (Aisne)
Fontenoy es una comuna francesa situada en el departamento de Aisne, de la región de Alta Francia.

## Geografía
Fontenoy está ubicada a orillas del río Aisne, a 10 km al oeste de Soissons.

## Demografía
| 413 | 463 | 428 | 442 | 541 | 532 | 501 | 494 |
| Para los censos de 1962 a 1999 la población legal corresponde a la población sin duplicidades (Fuente: INSEE [Consultar]) |     |     |     |     |     |     |     |